# Microrhopala xerene
Microrhopala xerene là một loài bọ cánh cứng trong họ Chrysomelidae. Loài này được Newman miêu tả khoa học năm 1838.